# Młynarka (przysiółek)
Młynarka – przysiółek w Polsce, położony w województwie wielkopolskim, w powiecie kępińskim, w gminie Baranów. Leży ok. 5 km na południowy wschód od Kępna.
W latach 1975–1998 Młynarka administracyjnie należała do województwa kaliskiego.